# شهرستان کراسنینسکی (استان لیپتسک)
شهرستان کراسنینسکی (به لاتین: Krasninsky District) یک شهرستان در روسیه است که در استان لیپتسک واقع شده‌است.